# SKP České Budějovice
Sportovní klub policie České Budějovice je český fotbalový klub z Českých Budějovic, který vznikl roku 1952. V současné době má klub pouze mládežnická družstva.
V klubu působil mj. Josef Hron, který se v sezoně 1977/78 stal mistrem československé ligy se Zbrojovkou Brno.

## Sportovní areál
Stadion Rudé hvězdy České Budějovice byl vybudován v letech 1957–1959, klub zde dosud působí. Sportovní areál byl postupně rozšiřován.

## Historické názvy
Zdroj: 
- 1952 – Sokol Rudá hvězda České Budějovice
- 1953 – DSO RH České Budějovice (Dobrovolná sportovní organisace Rudá hvězda České Budějovice)
- 1957 – TJ RH České Budějovice (Tělovýchovná jednota Rudá hvězda České Budějovice)
- 1965 – VTJ Dukla Rožnov (Vojenská tělovýchovná jednota Dukla Rožnov)
- 1966 – VTJ Dukla Hraničář České Budějovice (Vojenská tělovýchovná jednota Dukla Hraničář České Budějovice)
- 1971 – VTJ Hraničář České Budějovice (Vojenská tělovýchovná jednota Hraničář České Budějovice)
- 19?? – VTJ České Budějovice (Vojenská tělovýchovná jednota České Budějovice)
- 1990 – SKP České Budějovice (Sportovní klub Policie České Budějovice)

## Umístění v jednotlivých sezonách
Zdroj: 
Legenda: Z – zápasy, V – výhry, R – remízy, P – porážky, VG – vstřelené góly, OG – obdržené góly, +/- – rozdíl skóre, B – body, červené podbarvení – sestup, zelené podbarvení – postup, světle fialové podbarvení – přesun do jiné soutěže
| Československo (1952 – 1969) |                                   |        |    |    |   |    |    |    |     |    |        |
| Sezóny                       | Liga                              | Úroveň | Z  | V  | R | P  | VG | OG | +/− | B  | Pozice |
| 1952                         | Krajská soutěž – České Budějovice | 3      | 22 | 15 | 2 | 5  | 81 | 33 | +48 | 32 | 2.     |
| ...                          |                                   |        |    |    |   |    |    |    |     |    |        |
| 1954                         | Krajská soutěž – České Budějovice | 3      | 22 | 12 | 3 | 7  | 48 | 39 | +9  | 27 | 4.     |
| 1955                         | Krajský přebor – České Budějovice | 4      | 22 | 13 | 5 | 4  | 59 | 36 | +23 | 31 | 2.     |
| 1956                         | I. A třída                        | 4      | 22 | 9  | 2 | 11 | 53 | 58 | −5  | 20 | 8.     |
| 1957/58                      | I. A třída                        | 4      | 33 | 22 | 4 | 7  | 89 | 40 | +49 | 48 | 1.     |
| 1958/59                      | Oblastní soutěž                   | 3      | 26 | 4  | 3 | 19 | 32 | 94 | −62 | 11 | 14.    |
| 1959/60                      | I. A třída                        | 4      | 26 | 12 | 7 | 7  | 62 | 41 | +21 | 31 | 4.     |
| 1960/61                      | Jihočeský krajský přebor          | 3      | 26 | 11 | 2 | 13 | 51 | 54 | −3  | 24 | 11.    |
| 1961/62                      | Jihočeský krajský přebor          | 3      | 26 | 10 | 5 | 11 | 48 | 58 | −10 | 25 | 9.     |
| 1962/63                      | Jihočeský krajský přebor          | 3      | 26 | 11 | 5 | 10 | 60 | 56 | +4  | 27 | 4.     |
| 1963/64                      | Jihočeský krajský přebor          | 3      | 26 | 9  | 9 | 8  | 48 | 42 | +6  | 27 | 4.     |
| 1964/65                      | Jihočeský krajský přebor          | 3      | 26 | 7  | 9 | 13 | 49 | 43 | +6  | 23 | 9.     |
| 1965/66                      | Jihočeský oblastní přebor         | 4      | 26 | 15 | 4 | 7  | 57 | 29 | +28 | 34 | 1.     |
| 1966/67                      | Divize A                          | 3      | 26 | 5  | 4 | 17 | 28 | 48 | −20 | 19 | 13.    |
| 1967/68                      | Divize A                          | 3      | 26 | 6  | 7 | 13 | 32 | 55 | −23 | 19 | 12.    |
| 1968/69                      | Divize A                          | 3      | 26 | 5  | 5 | 16 | 24 | 54 | −30 | 15 | 13.    |
| 1969/70                      | Divize A                          | 4      | 26 | 9  | 6 | 11 | 38 | 48 | −10 | 24 | 11.    |
| 1970/71                      | Divize A                          | 4      | 26 | 0  | 2 | 24 | 12 | 74 | −62 | 2  | 14.    |